# 오마리 스펠맨

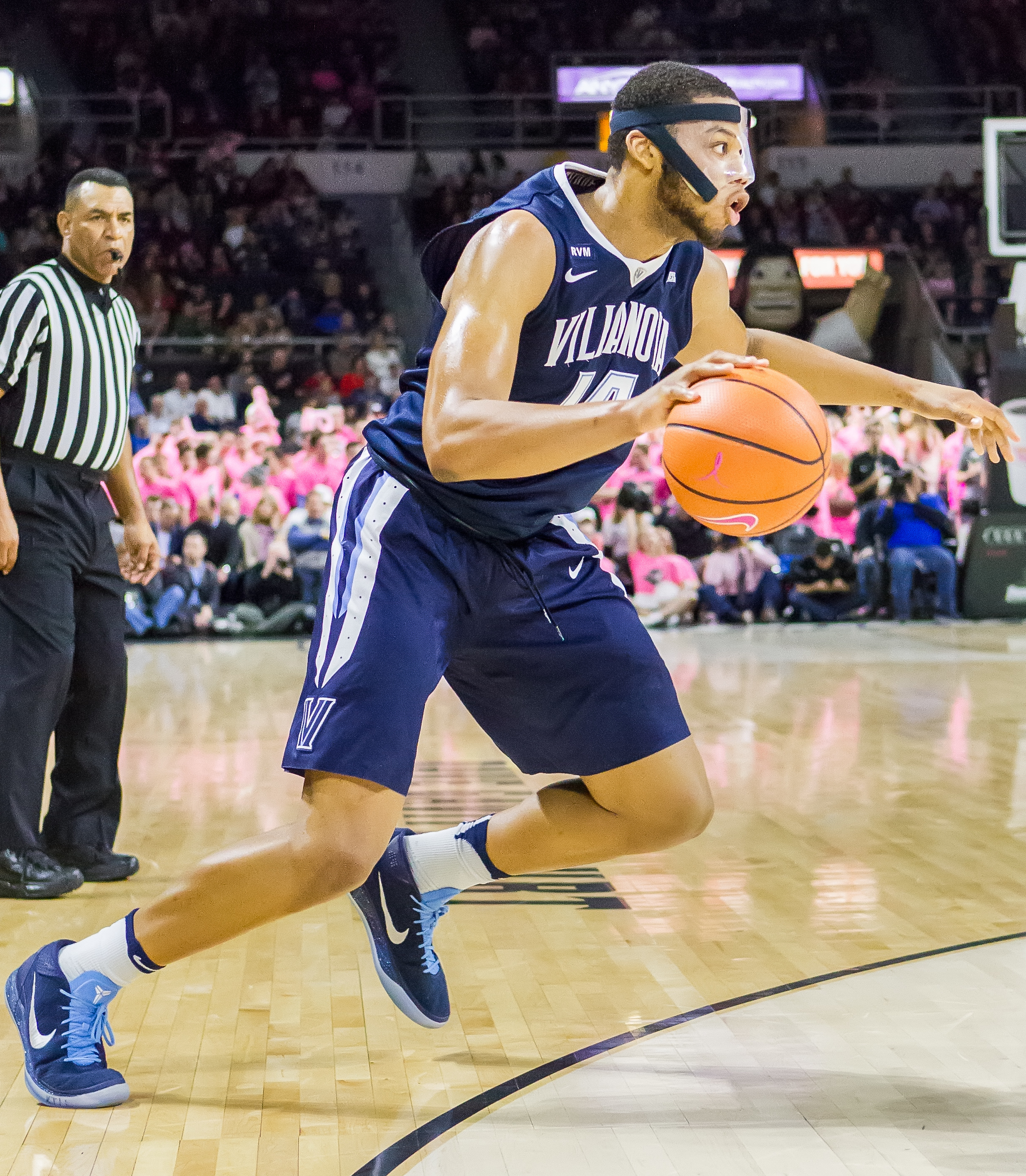

오마리 스펠맨(Omari Spellman, 1997년 7월 21일 ~ )은 한국농구연맹(KBL)의 안양 정관장 레드부스터스에서 마지막으로 뛰었던 미국계 레바논 프로 농구 선수이다. 빌라노바 와일드캣츠에서 대학 농구를 했으며 2018년 전국 챔피언십에서 우승했다. 스펠맨은 2018년 NBA 드래프트에서 애틀랜타 호크스에 의해 전체 30순위로 드래프트되었다.

## 프로 경력
- 애틀랜타 호크스 (2018-2019)
- 골든스테이트 워리어스(2019~2020)
- 아이오와 울브스 (2020)
- 이리 베이호크스 (2021)
- 안양 KGC / 안양 정관장 레드부스터스(2021~2023)